# Châtillon, Corbeyrier
Châtillon är en kulle i Schweiz. Den ligger i distriktet Aigle och kantonen Vaud, i den sydvästra delen av landet, 80 km sydväst om huvudstaden Bern. Toppen på Châtillon är 963 meter över havet.